# Lisa Wallbutton
Lisa Wallbutton (Henderson, 14 gennaio 1986) è un'ex cestista neozelandese.

## Carriera
Con la Nuova Zelanda ha disputato i Giochi olimpici di Pechino 2008.